# 堺市立新浅香山小学校
堺市立新浅香山小学校（さかいしりつ しんあさかやま しょうがっこう）は、大阪府堺市北区にある公立小学校。
堺市の北部・大和川のすぐ南側を校区とし、校区は川を挟んで大阪市住吉区我孫子地区と隣接している。

## 沿革
現在の校区にあたる地域では、平屋建ての府営住宅が1980年代に中層・高層の住宅に建て替えられたことや、1987年に大阪市営地下鉄御堂筋線があびこ駅からなかもず駅まで延伸開通したことなどで、1980年代後半以降には地域の人口増加とそれに伴う周辺校の過密化が見込まれた。
このため、周辺の堺市立五箇荘小学校・堺市立五箇荘東小学校・堺市立東浅香山小学校の3校の校区を再編して、1988年に開校した。
学校敷地は、府営住宅建て替え・高層化に伴って空いた土地を転用している。

### 年表
- 1988年4月1日 - 堺市立新浅香山小学校として現在地に開校。
- 1988年6月1日 - 校章を制定。この日を創立記念日とする。
- 1988年11月19日 - 開校記念式典を実施。

## 通学区域
- 堺市北区 常磐町1丁（一部）、常盤町2丁（一部）、東浅香山町3丁（一部）、東浅香山町4丁（全域）。

卒業生は堺市立五箇荘中学校に進学する。

## 交通
- 阪和線 浅香駅 東へ約800m。
- Osaka Metro御堂筋線 北花田駅 北西へ約1.1km。
- 南海バス 浅香山住宅前バス停。